# Wolschheim
Wolschheim [vɔlʃaim]  est une commune française située dans la circonscription administrative du Bas-Rhin et, depuis le 1er janvier 2021, dans le territoire de la Collectivité européenne d'Alsace, en région Grand Est.
Cette commune se trouve dans la région historique et culturelle d'Alsace.

## Géographie

### Localisation
Wolschheim est située à quelques kilomètres au sud-est de Saverne.

### Communes limitrophes
| Furchhausen |            | Altenheim    |
| Schwenheim  | Wolschheim | Friedolsheim |
| Lochwiller  | Kleingœft  | Maennolsheim |

### Hydrographie
La commune est dans le bassin versant du Rhin au sein du bassin Rhin-Meuse. Elle est drainée par le ruisseau le Rohrbach et le ruisseau le Drusenbach,.
Le Rohrbach, d'une longueur de 18 km, prend sa source dans la commune  et se jette  dans la canal de la Marne au Rhin à Hochfelden, après avoir traversé douze communes. 

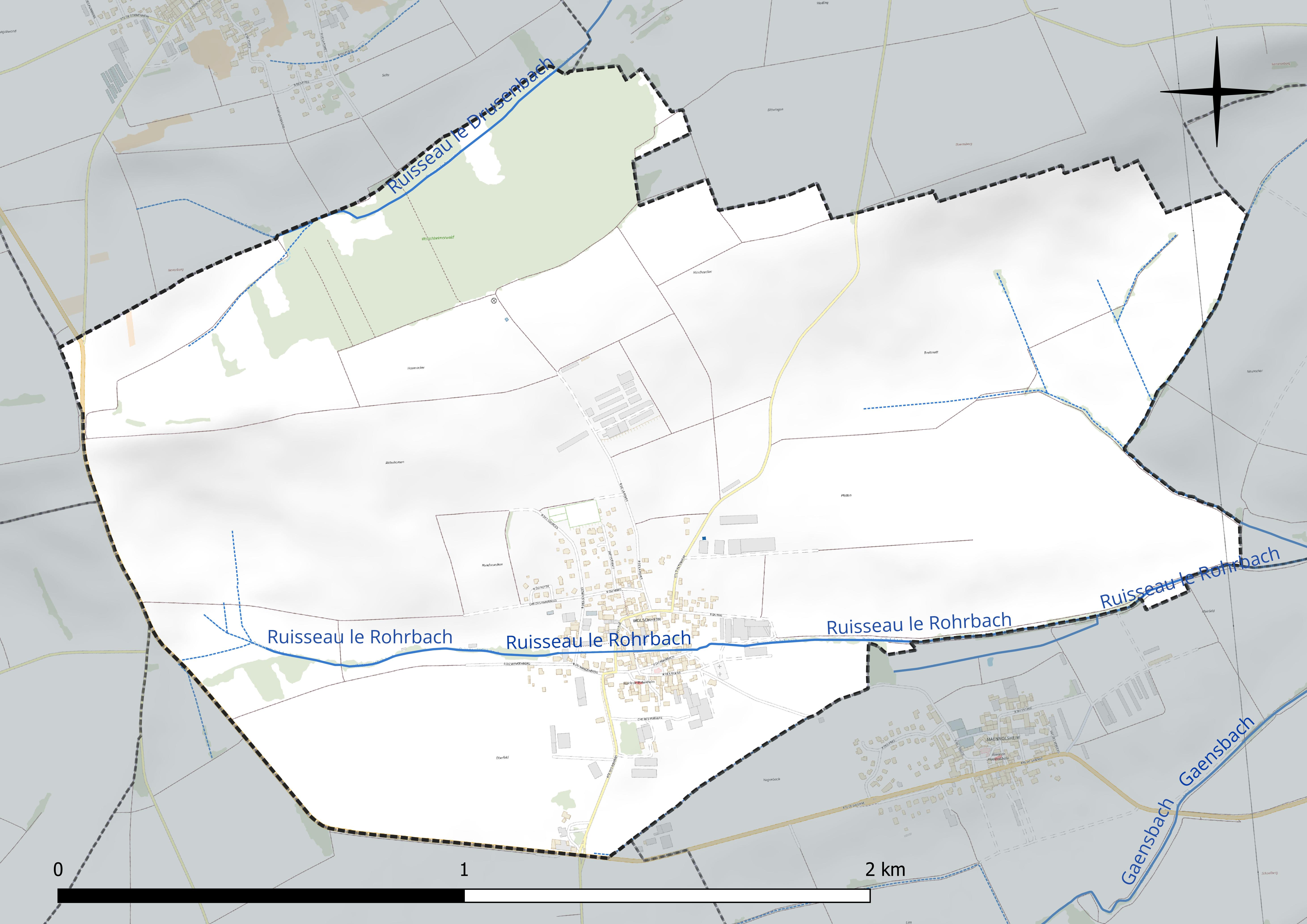
Réseau hydrographique de Wolschheim.

### Climat
Pour des articles plus généraux, voir Climat du Grand Est et Climat du Bas-Rhin.
En 2010, le climat de la commune est de type climat des marges montargnardes, selon une étude du Centre national de la recherche scientifique s'appuyant sur une série de données couvrant la période 1971-2000. En 2020, Météo-France publie une typologie des climats de la France métropolitaine dans laquelle la commune est exposée à un climat semi-continental et est dans la région climatique  Vosges, caractérisée par une pluviométrie très élevée (1 500 à 2 000 mm/an) en toutes saisons et un hiver rude (moins de 1 °C). 
Pour la période 1971-2000, la température annuelle moyenne est de 10,2 °C, avec une amplitude thermique annuelle de 17,5 °C. Le cumul annuel moyen de précipitations est de 769 mm, avec 10,3 jours de précipitations en janvier et 10,2 jours en juillet. Pour la période 1991-2020, la température moyenne annuelle observée sur la station météorologique de Météo-France la plus proche, « Wangenbourg_sapc », sur la commune de Wangenbourg-Engenthal à 14 km à vol d'oiseau, est de 9,9 °C et le cumul annuel moyen de précipitations est de 1 131,8 mm. 
La température maximale relevée sur cette station est de 36,4 °C, atteinte le 25 juillet 2019 ; la température minimale est de −16,9 °C, atteinte le 7 février 2012,,. 
Les paramètres climatiques de la commune ont été estimés pour le milieu du siècle (2041-2070) selon différents scénarios d'émission de gaz à effet de serre à partir des nouvelles projections climatiques de référence DRIAS-2020. Ils sont consultables sur un site dédié publié par Météo-France en novembre 2022.

## Urbanisme

### Typologie
Au 1er janvier 2024, Wolschheim est catégorisée commune rurale à habitat dispersé, selon la nouvelle grille communale de densité à sept niveaux définie par l'Insee en 2022.
Elle est située hors unité urbaine. Par ailleurs la commune fait partie de l'aire d'attraction de Strasbourg (partie française), dont elle est une commune de la couronne,. Cette aire, qui regroupe 268 communes, est catégorisée dans les aires de 700 000 habitants ou plus (hors Paris),.

### Occupation des sols
L'occupation des sols de la commune, telle qu'elle ressort de la base de données européenne d’occupation biophysique des sols Corine Land Cover (CLC), est marquée par l'importance des territoires agricoles (81 % en 2018), une proportion sensiblement équivalente à celle de 1990 (80,4 %). La répartition détaillée en 2018 est la suivante : terres arables (80,8 %), forêts (9,9 %), zones urbanisées (9 %), prairies (0,2 %). L'évolution de l’occupation des sols de la commune et de ses infrastructures peut être observée sur les différentes représentations cartographiques du territoire : la carte de Cassini (XVIIIe siècle), la carte d'état-major (1820-1866) et les cartes ou photos aériennes de l'IGN pour la période actuelle (1950 à aujourd'hui).

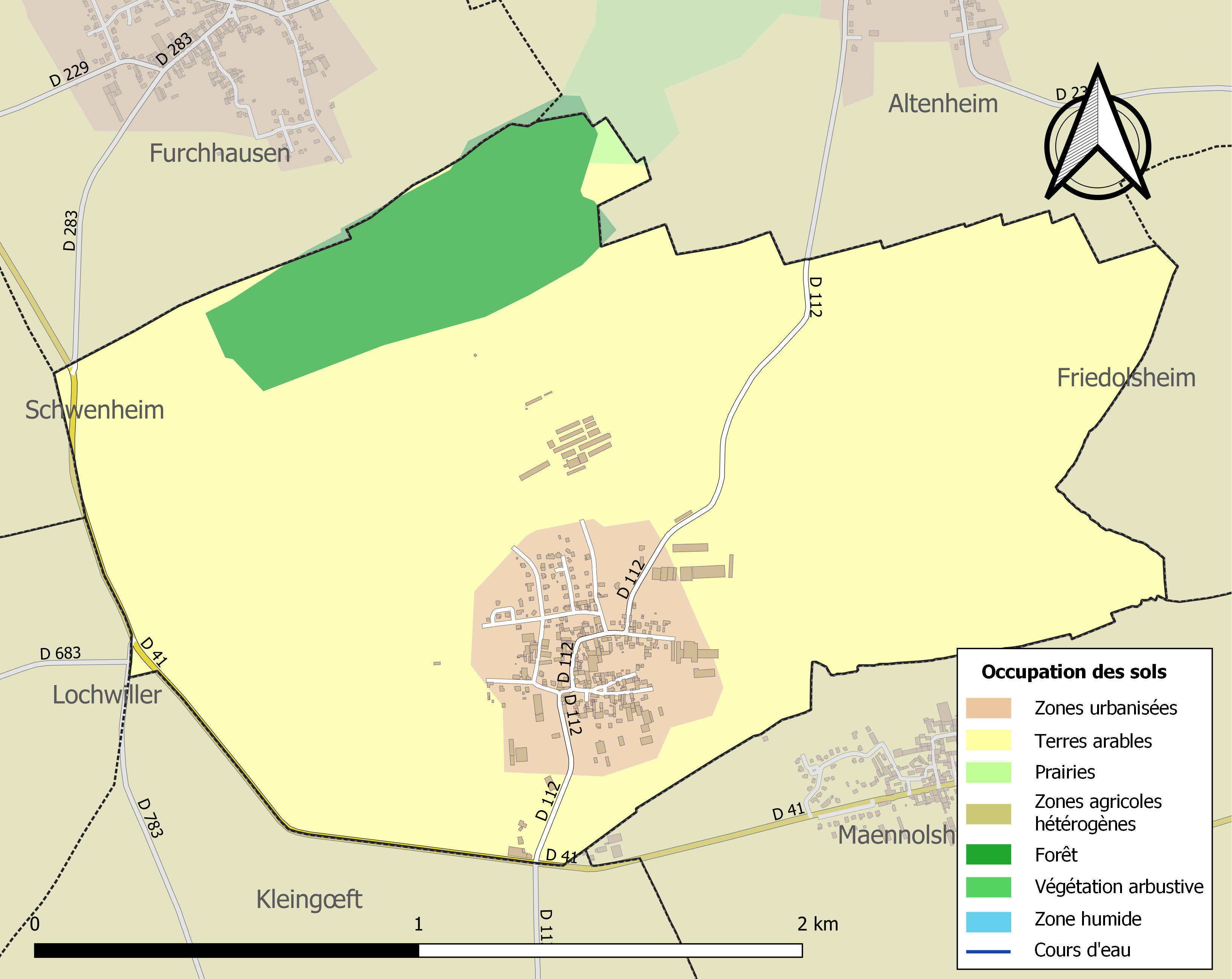
Carte des infrastructures et de l'occupation des sols de la commune en 2018 (CLC).

## Toponymie
Le nom de la localité est attesté Walesheim au Xe siècle, Valsheim 1295, Walhisheim en 1304, Walsheim en 1414.
Wolsche en alémanique.

## Politique et administration

### Liste des maires
| Période                                  | Période                   | Identité                                      | Étiquette | Qualité |
| ---------------------------------------- | ------------------------- | --------------------------------------------- | --------- | ------- |
| Les données manquantes sont à compléter. |                           |                                               |           |         |
| mars 1989                                | mars 2008                 | Jean-Georges Sorgius                          |           |         |
| mars 2008                                | 2014                      | Gérard Andrès-Kuhn                            |           |         |
| 2014                                     | En cours (au 31 mai 2020) | Jean-Marc Gitz Réélu pour le mandat 2020-2026 |           |         |

## Population et société

### Démographie
L'évolution du nombre d'habitants est connue à travers les recensements de la population effectués dans la commune depuis 1793. Pour les communes de moins de 10 000 habitants, une enquête de recensement portant sur toute la population est réalisée tous les cinq ans, les populations de référence des années intermédiaires étant quant à elles estimées par interpolation ou extrapolation. Pour la commune, le premier recensement exhaustif entrant dans le cadre du nouveau dispositif a été réalisé en 2008.

En 2022, la commune comptait 312 habitants, en évolution de −1,89 % par rapport à 2016 (Bas-Rhin : +3,17 %, France hors Mayotte : +2,11 %).
| 1793 | 1800 | 1806 | 1821 | 1831 | 1836 | 1841 | 1846 | 1851 |
| ---- | ---- | ---- | ---- | ---- | ---- | ---- | ---- | ---- |
| 213  | 194  | 245  | 317  | 304  | 292  | 261  | 305  | 303  |

| 1856 | 1861 | 1866 | 1871 | 1875 | 1880 | 1885 | 1890 | 1895 |
| ---- | ---- | ---- | ---- | ---- | ---- | ---- | ---- | ---- |
| 304  | 280  | 263  | 257  | 239  | 250  | 245  | 260  | 259  |

| 1900 | 1905 | 1910 | 1921 | 1926 | 1931 | 1936 | 1946 | 1954 |
| ---- | ---- | ---- | ---- | ---- | ---- | ---- | ---- | ---- |
| 244  | 239  | 225  | 225  | 240  | 240  | 245  | 228  | 204  |

| 1962 | 1968 | 1975 | 1982 | 1990 | 1999 | 2006 | 2008 | 2013 |
| ---- | ---- | ---- | ---- | ---- | ---- | ---- | ---- | ---- |
| 217  | 239  | 235  | 247  | 265  | 296  | 308  | 312  | 312  |

| 2018 | 2022 | - | - | - | - | - | - | - |
| ---- | ---- | - | - | - | - | - | - | - |
| 321  | 312  | - | - | - | - | - | - | - |

## Culture locale et patrimoine

### Lieux et monuments
Wolschheim est l'une des quelque 50 localités d'Alsace dotées d'une église simultanée.
- L'église Saint-Martin.

### Galerie

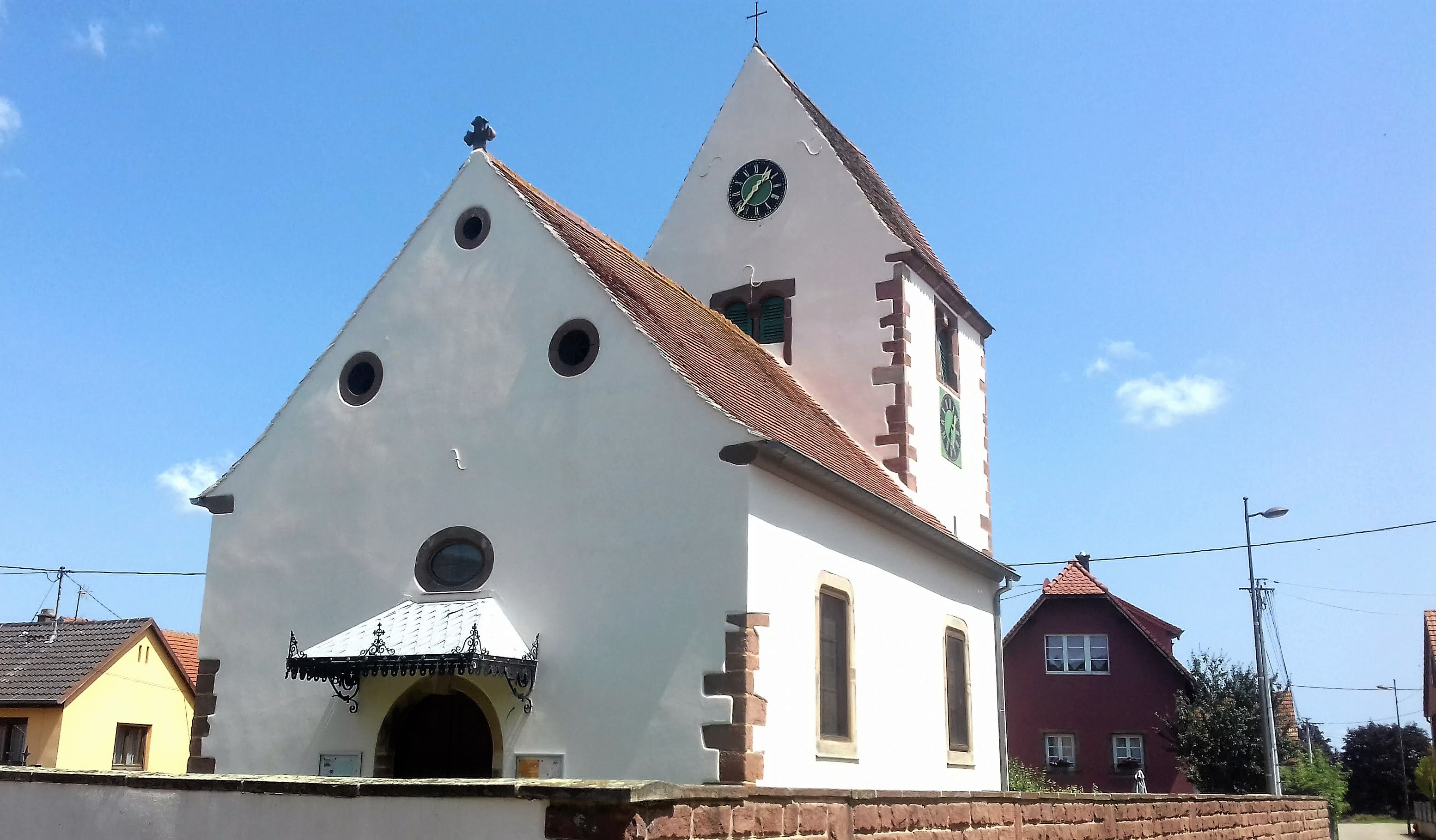
Église Saint-Martin.
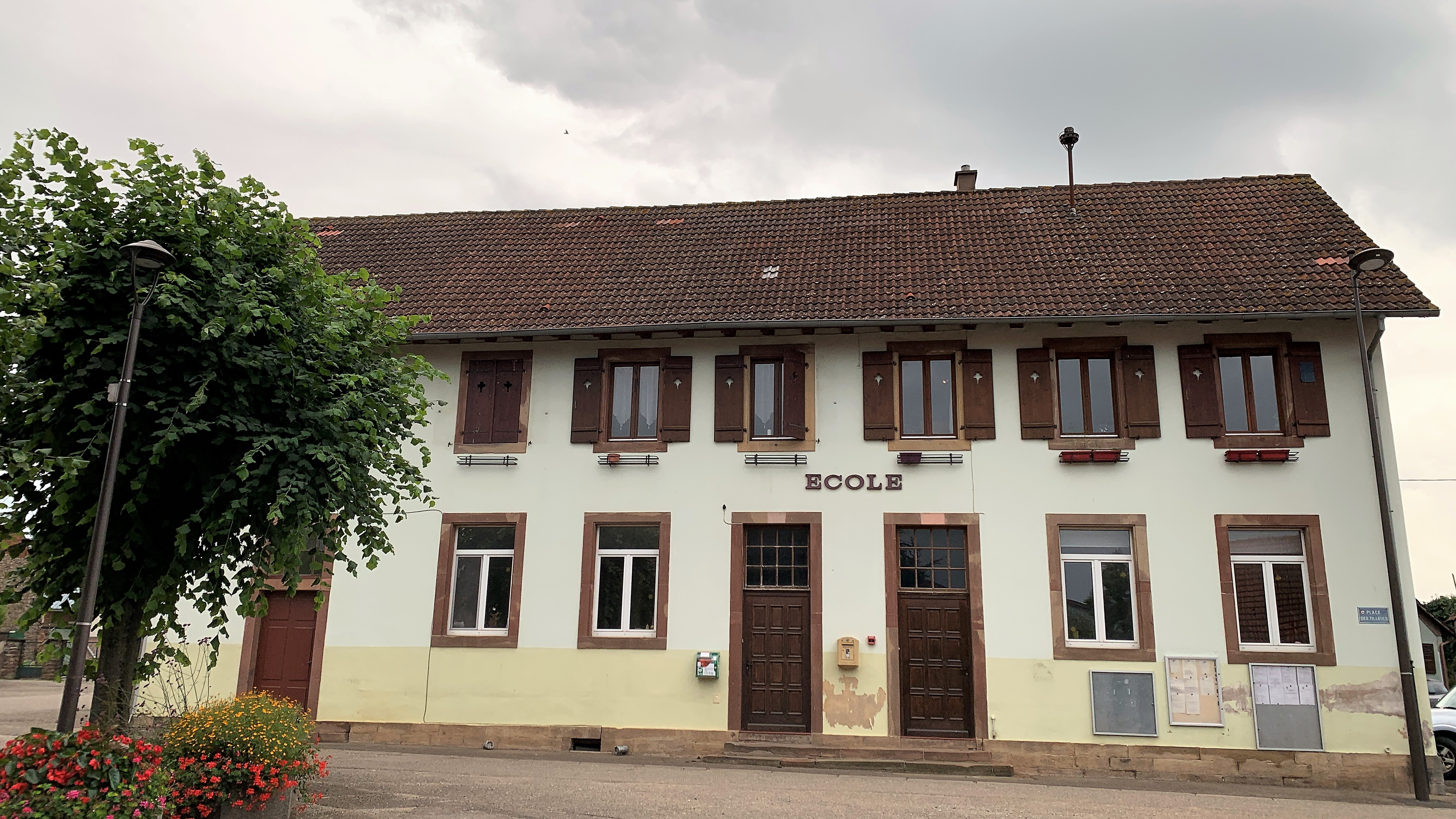
Ancienne école communale.

## Personnalités liées à la commune

### Héraldique
| Blason de Wolschheim | Blason  | D'or à l'aigle au vol abaissé de gueules, becquée et membrée d'azur, à la bordure nébulée d'argent et d'azur, au chef d'argent chargé d'une fasce vivrée de sable. |
| Blason de Wolschheim | Détails | |